# Buglosse officinale
Anchusa officinalis
Espèce
Classification phylogénétique
La Buglosse officinale (Anchusa officinalis) est une espèce de plantes herbacées de la famille des Boraginaceae.

## Synonymes
- Anchusa angustifolia L.
- Anchusa procera Besser ex Link

## Répartition
Elle est originaire d'Europe et de Turquie. En France: Littoral de la Mer du Nord ; Briançonnais. De 0 à 1.600 mètres d'altitude. Éteinte en Corse.

## Description

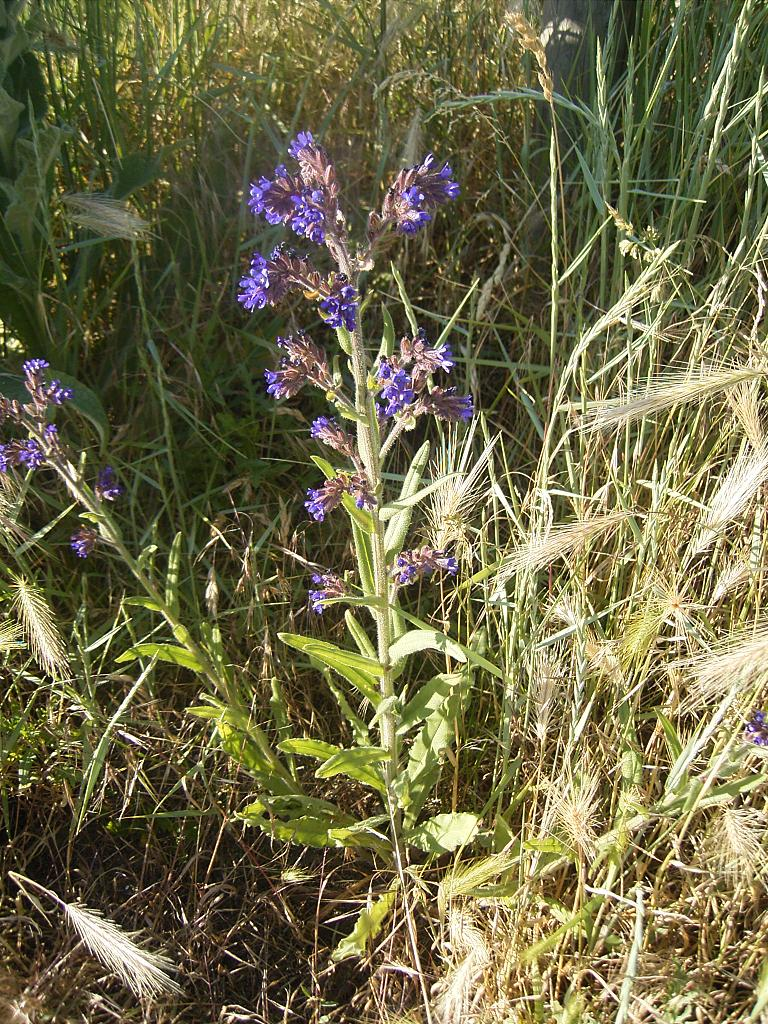
Aspect général.
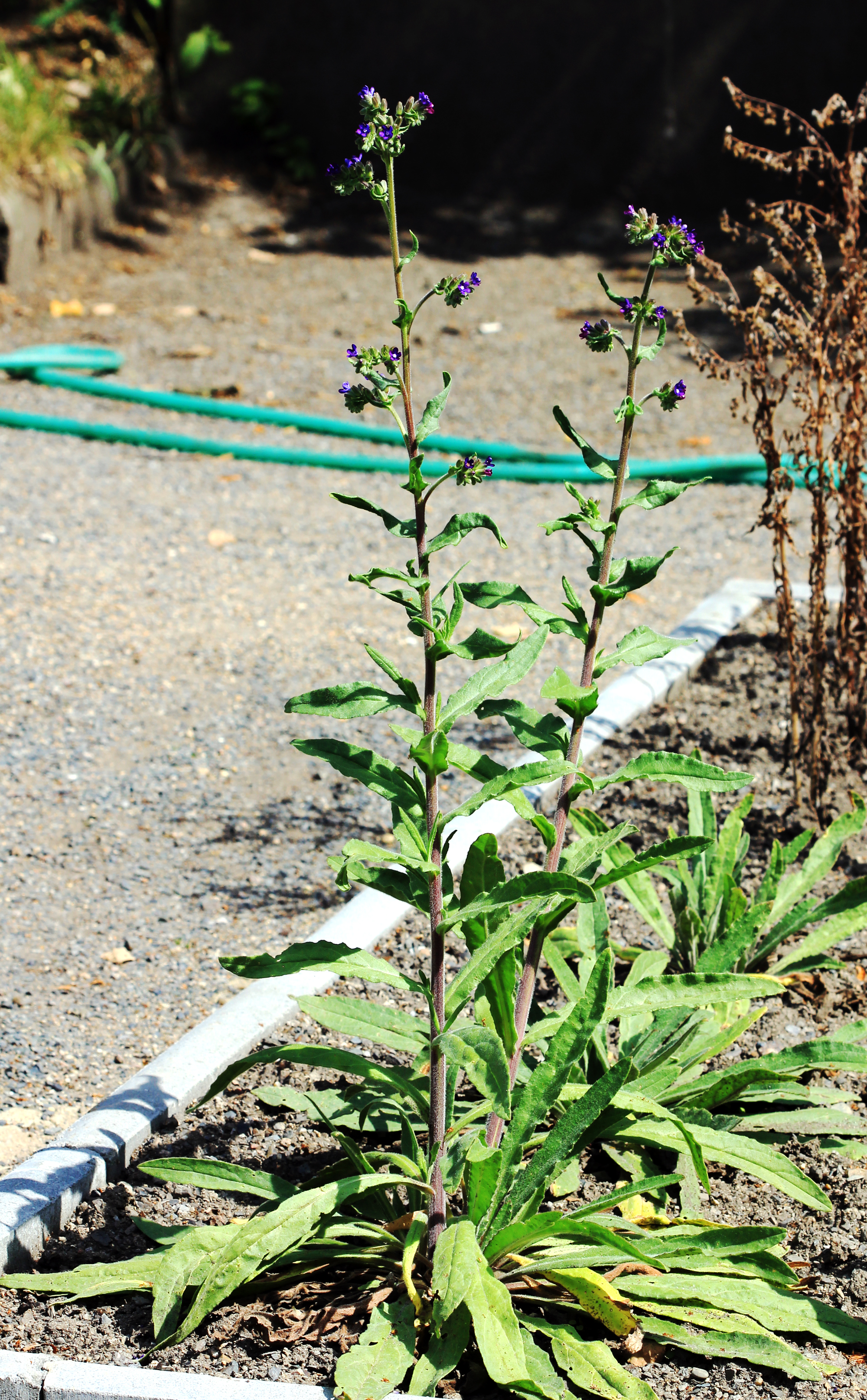
Aspect général.
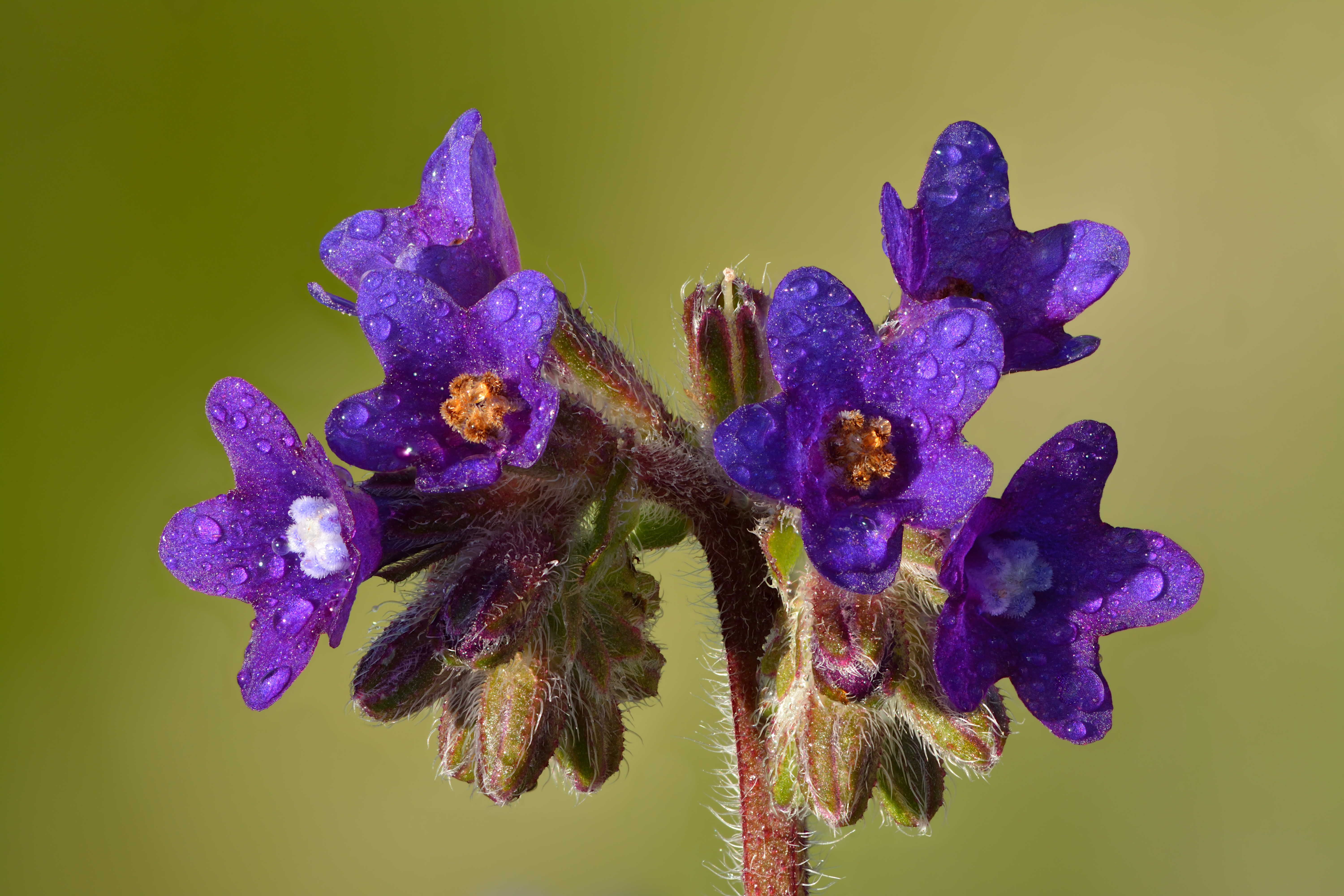
Fleurs.
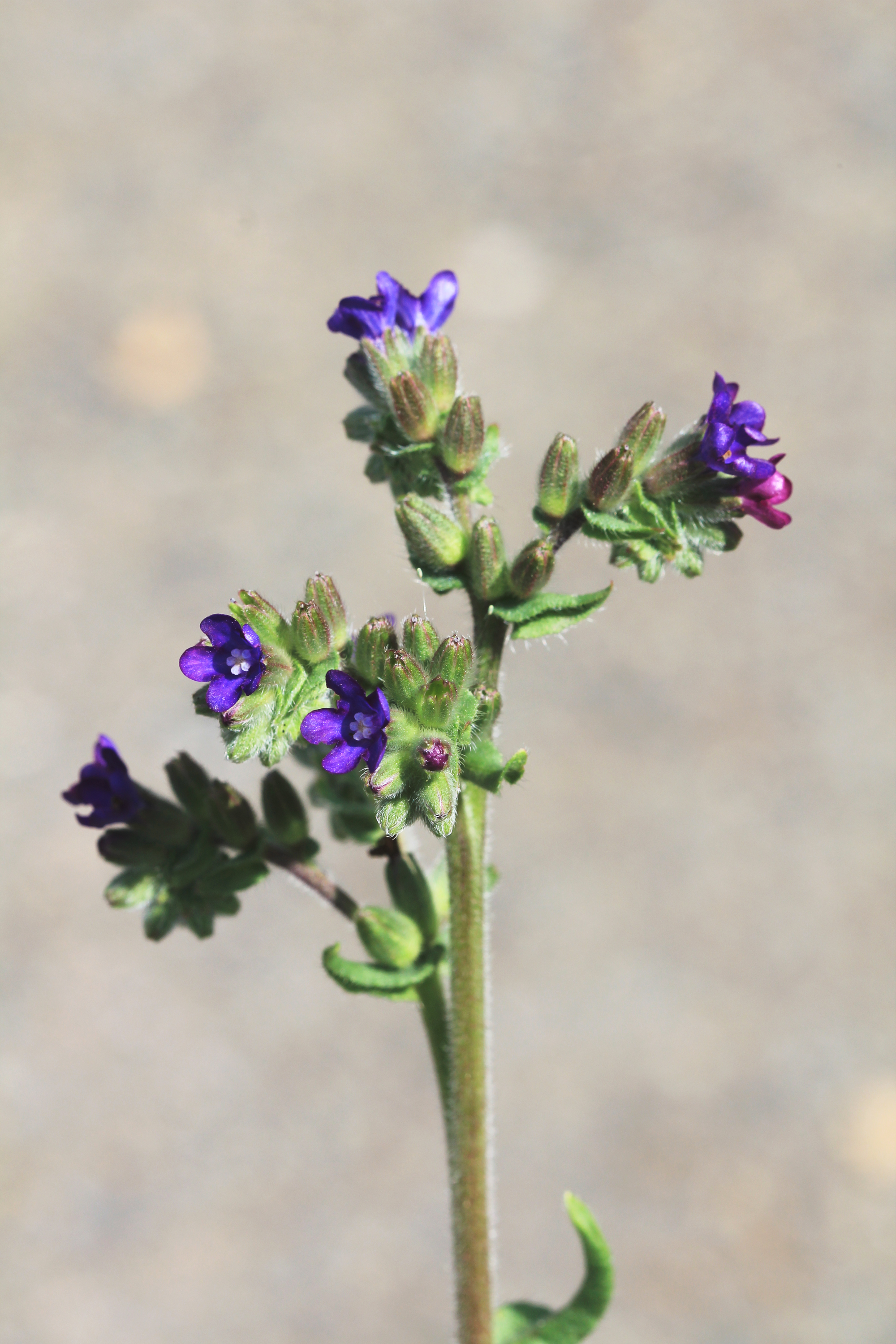
Fleurs.
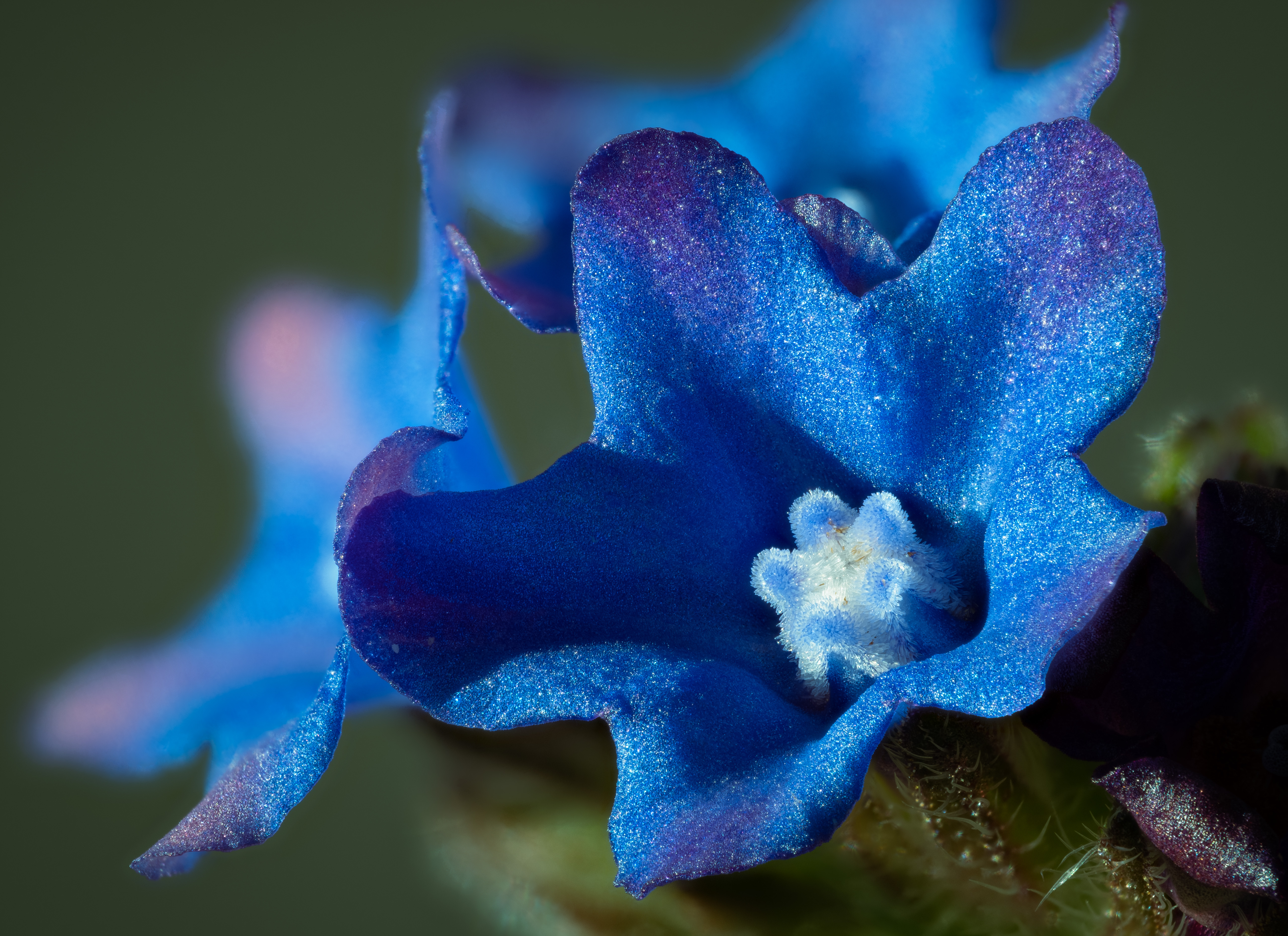
Fleur, diamètre 8-9 mm.

### Caractéristiques
Organes reproducteurs
- Couleur dominante des fleurs (en grappe avec bractées et à tube floral droit): bleu, rose
- Période de floraison : avril-octobre
- Inflorescence : racème de cymes unipares scorpioïdes
- Sexualité : hermaphrodite
- Pollinisation : entomogame

Graine
- Fruit : 4 akènes coniques, insérés à la base du calice persistant.
- Dissémination : épizoochore

Habitat et répartition
- Habitat type : friches vivaces mésoxérophiles, médioeuropéennes
- Aire de répartition : Europe méridionale

Données d'après : Julve, Ph., 1998 ff. - Baseflor. Index botanique, écologique et chorologique de la flore de France. Version : 23 avril 2004.

### Interactions biologiques
La larve du lépidoptère Ethmia bipunctella se nourrit sur la Buglosse officinale.